# Уст-Јански рејон
Уст-Јански рејон или Уст-Јански улус (рус. Усть-Янский район) је један од 34 рејона Републике Јакутије у Руској Федерацији. Налази се на сјеверу Јакутије и заузима површину од 120.300 км².
Кроз рејон тече ријека Јана, а на сјеверу рејон ислази на Лаптевско море. На западу је Булунски, на југозападу Верхојански, на југу Момски, а на истоку су Аллаиховски и Абијски рејон.
Број становника рапидно опада. Тако да је по попису из 1989. рејон имао 41.265 људи, а већ пописом из 2010. број се смањио на свега 8.262 становника. Становници су Јакути, Руси, Евени и Украјинци.